# John Richardson (aktor)
John Richardson (ur. 19 stycznia 1934 w Worthing, zm. 5 stycznia 2021) – angielski aktor filmowy, który największe sukcesy odnosił w latach 60. i 70. XX wieku. Od 1994 zajmował się fotografią.
Wystąpił w roli jaskiniowca Tumaka w filmie Milion lat przed naszą erą (1966), w którym partnerował Raquel Welch (rola Loany). Zagrał także główną rolę w filmie Ona (1965), gdzie wystąpił z Ursulą Andress.
W późniejszym okresie występował głównie w produkcjach włoskich; tzw. spaghetti westernach i filmach giallo.
Starał się o rolę Jamesa Bonda w filmie W tajnej służbie Jej Królewskiej Mości, ale dostał ją George Lazenby.

## Filmografia
- 1959: 39 kroków
- 1959: Safira jako student
- 1959: Operacja Amsterdam jako porucznik Williams
- 1960: Maska szatana jako dr Andrej Gorobec
- 1961: Piraci z Tortugi jako Percy
- 1965: Lord Jim jako marynarz
- 1965: Ona jako Leo Vincey
- 1966: Milion lat przed naszą erą jako Tumak
- 1967: John Bękart jako John Donald Tenorio
- 1967: Jej odwet jako Kallikrates
- 1968: Pas cnoty jako Dragone
- 1970: W pogodny dzień zobaczysz przeszłość jako Robert Tentrees
- 1972: Torso jako Franz
- 1975: Kaczka w pomarańczach jako Jean-Claude
- 1987: Kościół jako architekt